# Orlando (Vivaldi)
Orlando, o, comunemente in epoca moderna, Orlando furioso (RV 728) è un dramma per musica in tre atti di Antonio Vivaldi su libretto anonimo, ma del giurista Grazio Braccioli (1682-1752) con rimaneggiamenti, andato in scena nel mese di novembre 1727 al Teatro Sant'Angelo di Venezia.

## Vicende storiche
Vivaldi si era già occupato, all'epoca dei suoi esordi, sia come impresario che come compositore, del personaggio ariostesco di Orlando, conseguendo dapprima un clamoroso successo con la messa in scena, nel 1713, di un'opera dal titolo Orlando Furioso (RV Anh. 84) di Giovanni Alberto Ristori, su libretto di Grazio Braccioli. Ad essa era però seguito un altrettanto clamoroso fiasco l'anno successivo con il suo Orlando finto pazzo (RV 727), su libretto del medesimo Braccioli, molta della cui musica era subito confluita nella precipitosa rimessa in scena, nello stesso 1714, del testo già musicato da Ristori (RV 819). "Il ricordo bruciante dell'insuccesso dell'«Orlando finto pazzo» e del frettoloso lavoro dedicato a rimaneggiare un «Orlando Furioso» altrui devono aver tormentato a lungo il Prete Rosso", finché, nel 1727 egli vide finalmente l'occasione per riprendere in mano "l'argomento a lui così congeniale". Secondo Claudio Scimone una spinta particolare poté venirgli dalla disponibilità di Lucia Lancetti, un contralto specializzata in parti maschili, "la cui collaborazione con Vivaldi è limitata a rarissime occasioni e che, a giudicare dalla musica a lei destinata, doveva essere dotata di un temperamento drammatico assai eccezionale". Secondo Reinhard Strohm, invece, è possibile che si trattasse in effetti solo di "una seconda scelta", e che Vivaldi "avrebbe forse preferito affidare [la parte] ad un tenore eroico, se ce ne fosse stato uno disponibile". La distribuzione dei ruoli risultò, comunque, alla fine piuttosto sbilanciata, anche perché il sopranista Filippo Finazzi, allora alle prime armi, aveva nel frattempo lasciato la compagnia per passare ad altro teatro. Il timbro di contralto risultò così dominante, perché, oltre alla Lancetti, facevano parte della compagnia la musa di Vivaldi Annina Girò e, come "terza donna", Maria Caterina Negri, tutte e tre inquadrabili, in termini moderni, come mezzososoprani-contralti, nonché i due semisconosciuti "musici", anch'essi contraltisti, Casimiro Pignotti e Giovanni Andrea Tassi. Le uniche voci che rompevano l'uniformità timbrica erano la "prima donna" Benedetta Sorosina, soprano, ed il basso Gaetano Pinetti. Per il libretto Vivaldi si rivolse a quello che Braccioli aveva composto nel 1713 per Ristori, con solo modifiche minori nella sviluppo della trama, e quindi nei recitativi, e con interventi molto più radicali (come del resto era consuetudine anche nella normali riprese di opere precedenti dello stesso autore) per quanto riguarda le arie: "tutte le Arie sono diverse ad eccezione di cinque. Non sappiamo a chi siano dovute le varianti del nuovo libretto: non certo a Braccioli, che era tornato nella natia Ferrara per darsi alla pratica del diritto e di cui non viene questa volta neppure citato il nome nel libretto, forse allo stesso Vivaldi". Anche il titolo era stato mutato, da Orlando Furioso al semplice Orlando.
L'opera fu data nel mese di novembre, in apertura della stagione 1727-28 (il "faccio fede" della censura reca la data del 5 novembre) e, secondo Strohm, tutto lascia intendere (la scrittura a mano affrettata della partitura, la laconicità della prefazione al libretto e la mancanza di una dedica) «che Orlando 27 fu preparato a tutta velocità. In effetti, dopo le "tre opere in tre mesi" del 1726-27, Vivaldi aveva creato ancora un'altra opera nella primavera del 1727, a Reggio (Siroe 27), il che aveva probabilmente accorciato i tempi di preparazione per la stagione 1727-28. Può darsi che il successo di Orlando 27 sia stato modesto; la produzione fu seguita, entro la stagione autunnale del 1727, da una ripresa del fortunato Farnace, in una sorta di capovolgimento di quanto era accaduto alla coppia Orlando Furioso / Orlando finto pazzo nel 1714. La prima opera del carnevale, Rosilena 28, fece seguito il 17 gennaio o più tardi.» Parere diverso sul successo dell'Orlando aveva espresso Scimone, trent'anni prima dell'uscita dell'opera di Strohm, sulla base invero solo di un'ardita congettura: "Il pieno successo che ha accolto l'«Orlando» vivaldiano del 1727 è documentato senza ombra di dubbio dal fatto che una decina di Arie sono state dal Prete Rosso riprese – anche se con modifiche – nell'Opera «Atenaide» andata in scena a Firenze due anni dopo!". Successo o no, a parte forse una ripresa a Bergamo durante il carnevale 1738, l'opera cadde in oblio, come quasi tutte le consorelle dell'epoca barocca, fino alla trionfale ripresa moderna con la regia di Pier Luigi Pizzi e l'interpretazione di Marilyn Horne, "che varata al Filarmonico di Verona [nel 1978], è stata poi ripresa a Dallas, a Nancy, a Parigi", nonché a San Francisco, aprendo così la via al suo successivo rientro nel repertorio dei teatri lirici internazionali e "[segnando] la rinascita in epoca moderna di un interesse a livello mondiale per le opere di Antonio Vivaldi". Dell'edizione di San Francisco è stata anche realizzata una registrazione video. La messa in scena teatrale era stata preceduta dalla registrazione discografica del 1977, nella quale comparivano tra gli altri, oltre ai nomi di Scimone e della Horne, anche quelli di Lucia Valentini Terrani, come Alcina, Victoria De Los Angeles, come Angelica, e Sesto Bruscantini, nella parte di Ruggiero, trasposta per basso-baritono.

## Personaggi e interpreti

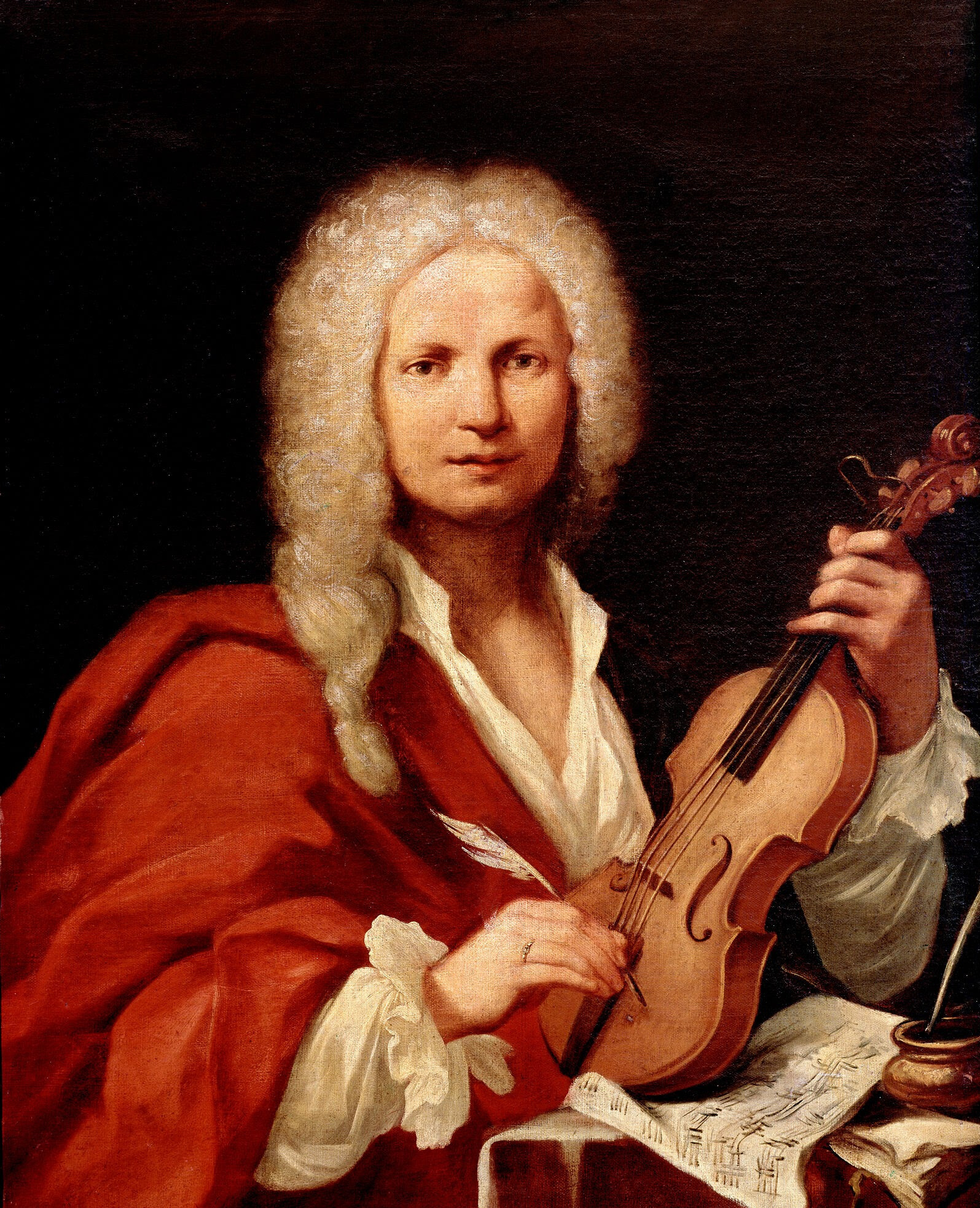
Ritratto di Vivaldi

| personaggio                                                                              | tipologia vocale     | Cast della prima, novembre 1727 |
| ---------------------------------------------------------------------------------------- | -------------------- | ------------------------------- |
| Orlando, "inamorato d'Angelica"                                                          | contralto (travesti) | Lucia Lancetti                  |
| Angelica, "Amante poi Sposa di Medoro"                                                   | soprano              | Benedetta Serosina              |
| Alcina, "Maga inamorata di Ruggiero"                                                     | contralto            | Anna Girò                       |
| Bradamante, promessa "Sposa di Ruggiero, poi in Abito da Uomo sotto il nome di Aldarico" | contralto            | Maria Catterina Negri           |
| Medoro, "Amante poi Sposo di Angelica"                                                   | contralto castrato   | Casimiro Pignotti               |
| Ruggiero, promesso "Sposo di Bradamante"                                                 | contralto castrato   | Giovanni Andrea Tassi           |
| Astolfo, "inamorato di Alcina"                                                           | basso                | Gaetano Pinetti                 |

## Soggetto
La trama riassunta di seguito è conforme al libretto originale, quale pubblicato nel programma di sale per le rappresentazioni dell'Orlando Furioso al Théâtre des Champs-Élisées di Parigi, nel marzo 2011. L'«Edizione moderna a cura di Claudio Scimone», registrata in disco nel 1977, ed in video, sotto la direzione di Randall Behr, nel 1989, presenta pesanti tagli ed anche modifiche nella struttura drammaturgica.

### Antefatto
L'azione si svolge nell'isola incantata che la fata cattiva Alcina ha con l'inganno sottratto alla sorella Logistilla, simbolo invece di ragione e verità. Fonte del potere di Alcina sono le ceneri del mago Merlino, che vengono gelosamente custodite in un'urna rinchiusa all'interno del tempio di Ecate. Benché orribile e vecchia, ella riesce ad apparire estremamente avvenente grazie alle sue arti magiche e si diletta a sedurre i cavalieri che mettono piede nella sua isola. In essa ha dato però anche rifugio alla principessa Angelica, capricciosa figlia del re del Catai, oggetto delle attenzioni di tutti i paladini ed in particolare di quelle, assai moleste, del prode Orlando, perdutamente innamorato di lei e follemente geloso. Durante la fuga verso l'isola di Alcina, Angelica ha perso le tracce di Medoro, semplice fante dell'esercito saraceno, che ella ama, pienamente corrisposta.
All'inizio dell'opera, Orlando si appresta a sbarcare sull'isola incaricato dal mago buono Malagigi di riprendere possesso delle ceneri del mago Merlino; il suo fedele compagno Astolfo vi si trova di già, vittima (consapevole) del fascino della maga; vi si incontreranno poi anche altri due compagni del paladino, i promessi sposi, Ruggiero, re di Bulgaria, e la paladina guerriera di Francia, Bradamante, (la cui unione verrà celebrativamente posta dall'Ariosto all'origine della futura casa d'Este, dalla quale il poeta dipendeva)

### Atto primo

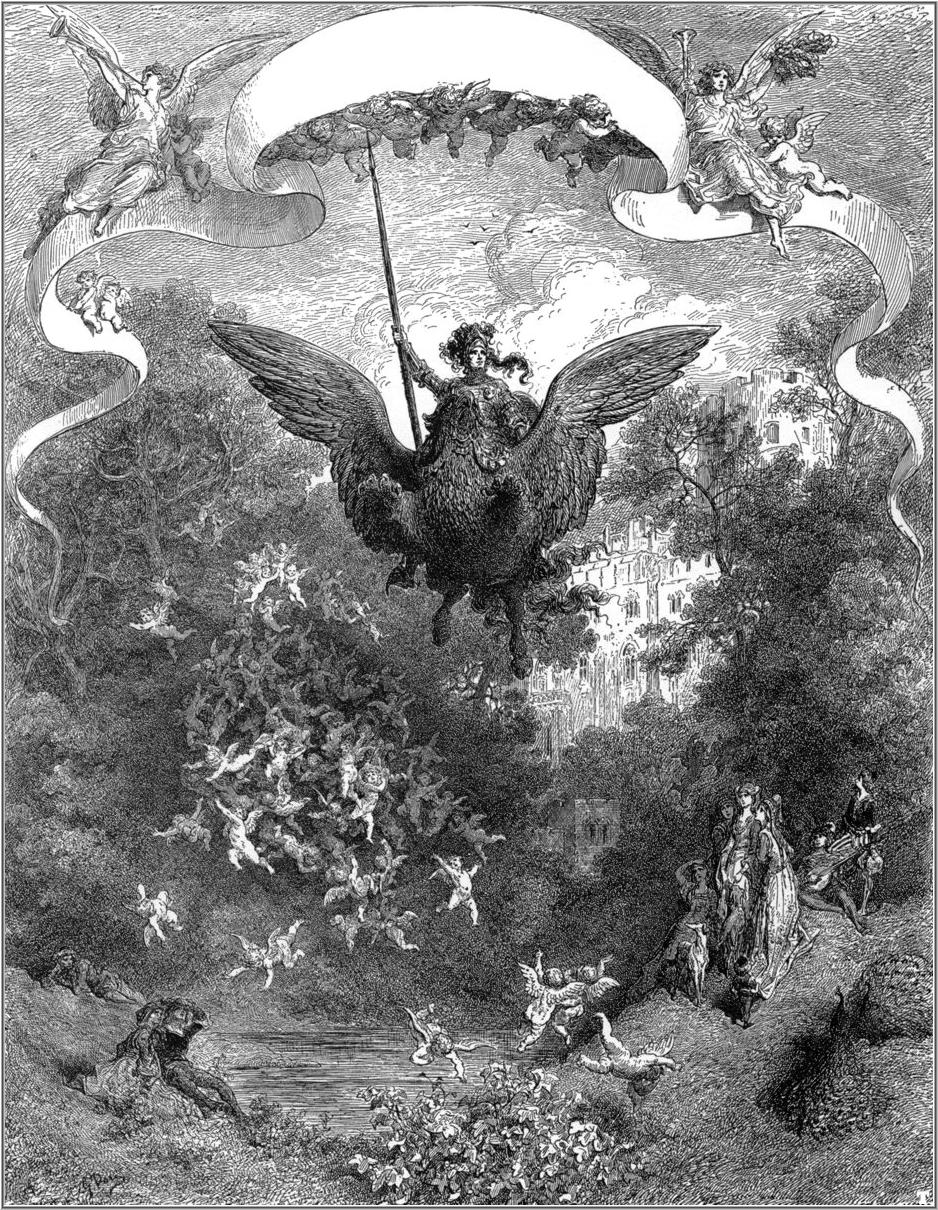
Illustrazione del Furioso a opera di Gustave Doré

Cortile nel palazzo di Alcina
(1) Dopo aver promesso ad Angelica di aiutarla a ritrovare lo scomparso Medoro (aria Angelica: "Un raggio di speme"), (2) Alcina interviene a sedare lo scontro fortuito tra Orlando e Astolfo, che non si erano riconosciuti, e, tra lo sconforto del secondo, cerca sull'istante di sedurre Orlando per indurlo a combattere con lei contro le truppe della sorella (aria: "Alza in quegl'occhi"). (3) Rimasti soli, Astolfo rivela ad Orlando la vera identità della donna, ma, prima di uscire di scena, lamenta che ella non corrisponda al suo amore come lui vorrebbe (aria: "Costanza tu mi insegni"). (4) Arriva allora Bradamante che, messa sull'avviso da un vaticinio della maga Melissa, ed armata di un magico anello che rende invisibili, va in cerca del suo amato Ruggiero per evitare che finisca tra le grinfie di Alcina, ripromettendosi di tenere celata la sua vera identità (Aria: "Asconderò il mio sdegno"). (5) Rimasto solo, Orlando si appresta ad affrontare la maga seguendo la profezia di Malagigi (aria: "Nel profondo").
Giardino delizioso in cui si vedono le due fonti, l'una delle quali estingue, l'altra accende l'amore. Mare tempestoso in lontananza
Dopo il cambiamento di scena, (6) Angelica assiste al naufragio di una navicella su cui si trova Medoro e raccoglie il suo amato, in fin di vita. (7) Il provvidenziale intervento di Alcina però lo riporta pienamente alla vita, ma, mentre il giovane racconta la sua storia indirizzando dolci parole verso Angelica, (8) Orlando irrompe sulla scena in preda alla gelosia e incombe minaccioso su di lui, finché Alcina non lo inganna con la falsa rivelazione che si tratti del fratello di Angelica. Si apre quindi una sorta di commedia degli equivoci con Angelica che fa l'offesa, Orlando che si dichiara in tutti i modi pentito, Medoro che, tre sé e sé, non sa trattenere a sua volta la gelosia di fronte alla false profferte di amore e fedeltà che Angelica fa ad Orlando, e Alcina che manovra dall'alto i fili della vicenda (arie: Angelica "Tu sei degli occhi miei" e Orlando "Troppo è fiero il nume arciero"). (9) Rimasta sola con Medoro la maga cerca di consolarlo e disingannarlo (aria Medoro: "Rompo i ceppi, e in lacci io torno"), (10) poi, dopo la partenza del giovane, assiste ammirata all'arrivo improvviso di Ruggiero, che la colpisce per la sua bellezza. Il paladino resiste inizialmente alle lusinghe della maga, nel pensiero della sua bella Bradamante, ma viene fatto dissetare alle fontane magiche e, per incantesimo, s'innamora quindi sull'istante di Alcina, gettandosi ai suoi piedi e gettando nello sconforto Bradamante, sopraggiunta nel frattempo non vista. (11) Non sapendo vincere l'ira, la donna guerriera si precipita allora in scena accusando Ruggiero di tradimento, ma, dato anche che lui fa mostra di non riconoscerla, torna immediatamente in sé dichiarando di chiamarsi Olimpia e rivolgendosi allo sposo con il nome di Bireno. Né Alcina né Ruggiero la prendono quindi particolarmente sul serio, ritenendola fuori di senno (aria Ruggiero: "Sol da te, mio dolce amore"), anche se, (12) quando Bradamante parte all'inseguimento del cavaliere uscito di scena, (13) Alcina ammette in effetti qualche dubbio, ma senza la minima preoccupazione: se davvero lo crede Bireno, si sbaglia; se invece lo credesse Ruggiero, è egualmente destinata al fallimento perché egli è ormai soggetto "all'impero dei suoi rai" (Aria: Amorose ai rai del sole").

### Atto secondo

Medoro e Angelica in un paesaggio bucolico, dipinto di (Sebastiano Ricci)

Boschetto delizioso con ritiri di verdura
(1) Alcina è con Astolfo che le chiede amore esclusivo, ma la maga lo disillude: è disposta a dargli amore, ma non sarà mai solo sua (aria: "Vorresti amor da me"). (2) Partita Alcina, arriva Bradamante, la quale rinfaccia ad Astolfo la sua debolezza nei confronti della "maga spietata" che le ha rubato il suo amore: colpito, il paladino si impegna ad unirsi alla guerriera nella vendetta (Aria: "Benché nasconda"). (3) Partito Astolfo, sopraggiunge Ruggiero, che continua a non riconoscere Bradamante, finché la donna non gli porge l'anello fatato della maga Melissa che dissolve immediatamente l'incantesimo di cui egli era vittima. Mentre anche Orlando è entrato in scena partecipando all'incontro, Bradamante rifiuta di perdonare il suo promesso e lo invita a tornare da Alcina con l'anello a vedere chi lei effettivamente sia (aria: "Taci, non ti lagnar"). (4) Rimasto solo con Ruggiero, Orlando cerca di consolarlo dicendogli che presto Bradamante sicuramente lo perdonerà (aria: "Sorge l'irato nembo").
Montuosa alpestre con alta, e scoscesa rupe
(5) Angelica ritrova Medoro e gli promette un prossimo imene, assumendo su sé stessa il compito di togliere di torno il molesto Orlando, senza riuscire però a cancellare del tutto i timori del giovane (Aria Medoro: "Qual candido fiore"). (6) In effetti, con il pretesto di fargli prelevare una brocca contenente il succo dell'eterna giovinezza, la principessa vuole attirare Orlando entro la rupe incantata da Alcina per causarne la morte. Arrivato il paladino, Angelica lo circuisce (aria: "Chiara al pari di lucida stella") e lo convince facilmente ad intraprendere l'azione dicendogli che "orribil mostro, e indomito" fa buona guardia alla brocca. Orlando sta per partire, (7) quando sopraggiunge Astolfo che cerca di indurlo a non andare conoscendo il pericolo cui va incontro, ed invita Angelica a cercare anch'ella di convincerlo, costringendo così l'infame principessa a un difficile doppio gioco tra i due. Partito di nuovo Astolfo, fiducioso nella forza di convincimento della donna sul colui che l'ama, (8) Angelica spinge l'eroe ad avventurarsi sulla rupe che si trasforma immediatamente in un'orribile caverna priva di uscite. (9) Rimasto isolato nella caverna, Orlando cerca il mostro, ma "una voce di dentro" lo informa che egli è prigioniero di Alcina. Orlando capisce di essere stato tradito, ma non si arrende e, grazie alla sua forza e al suo valore, riesce ad aprirsi una strada verso l'esterno (recitativo e aria: "Precipizio, ch'altrui morte saria"). (10) Nel frattempo Bradamente e Ruggiero di incontrano di nuovo e si riconciliano (arie: Ruggiero, "Che bel morirti in sen", e Bradamante, "Se cresce un torrente").
Campagna a' piedi di un colle con boschetti alle parti, all'ombra dei quali vedesi apparecchio di vasellami e la tazza nuziale di Angelica e Medoro
(11) Accompagnati dal coro, Angelica e Medoro convolano a nozze; sopraggiunge poi Alcina che benedice i due, ma, preoccupata per la ritrosia di Ruggiero, chiede loro di perdonarla se deve lasciarli (aria: "Così potessi anch'io"). (12) Rimasti di nuovo soli, i due sposi dimenticano presto l'iniziale senso di compatimento nei confronti della maga e continuano a festeggiare scrivendo dediche d'amore sulla corteccia degli alberi (duetti: "Belle pianticelle" e "Sei mia fiamma, e sei mio bene"). (13) Quando Orlando sopraggiunge, riesce a scorgere i due che partono, e legge quindi le dediche d'amore che hanno incise sugli alberi, scoppiando in una grande scena di disperazione che chiude il secondo atto (recitativo: "Ah, sleale, ah spegiura").

### Atto terzo
Vestibolo, avanti il tempio d'Ecate Inferna, con un muro d'acciaio in prospetto che chiude il tempio medesimo
(1) Astolfo, convinto che Orlando sia morto, propone a Ruggiero di dargli onorata sepoltura e soprattutto di fare vendetta contro Alcina con l'aiuto della maga Melissa (aria: "Dove il valor combatte"). (2) Rimasto solo, Ruggiero viene raggiunto dalla battagliera Bradamante, in abiti da cavaliere, la quale gli rivela che anche il potere di Melissa si ferma dinanzi al muro d'acciaio che chiude il tempio. (3) Mentre i due sono in disparte, entra in scena Alcina, che, indispettita per il disinteresse amoroso di Ruggiero, cerca di evocare i "numi orrendi d'Averno": grazie però al potere dell'anello di Melissa, il suo richiamo rimane senza risposta. Ancor più indispettita, Alcina pensa allora di ricorrere allo spirito di Merlino e ordina alle mura d'acciaio di aprirsi; al loro interno si vede la statua del mago appoggiata all'urna che reca le sue ceneri, racchiusa da una balaustra di ferro e guardata dell'invulnerabile Aronte (aria, "L'arco vuò frangerti", recitativo e recitativo accompagnato).

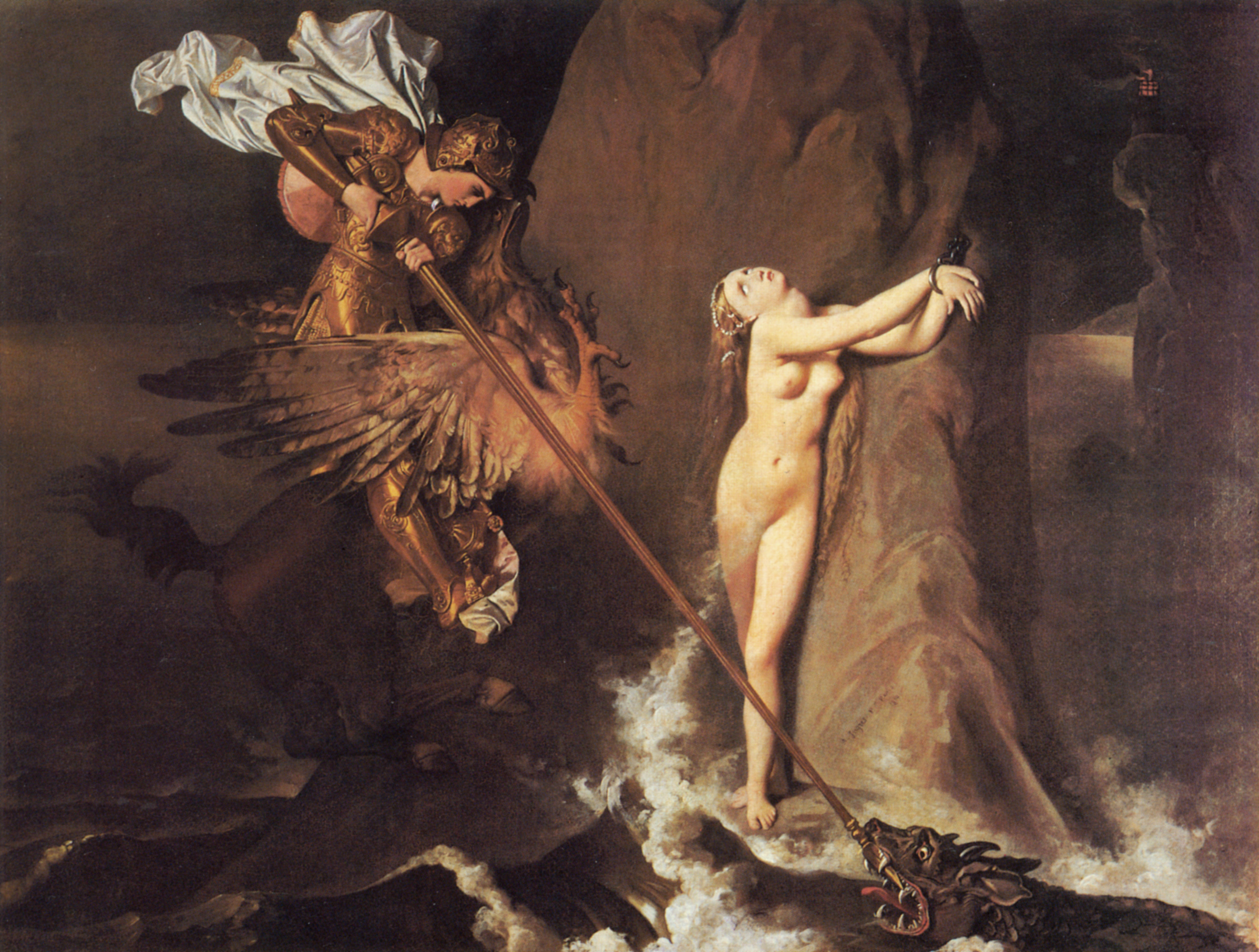
Ruggero libera Angelica, dipinto di Jean Auguste Dominique Ingres

A questo punto Bradamante decide di intervenire, dichiara di chiamarsi Aldarico e di essere in traccia del traditore Ruggiero che, dopo avergli sedotto la sorella, ora minaccia morte contro di lui e rovina contro la stessa Alcina. La maga si àltera e il falso Aldarico subito ne approfitta per corteggiarla, e non senza effetto. (4) Entra in scena a questo punto Orlando che si abbandona ai vaneggiamenti della pazzia, compatito da Alcina e Bradamante, oltre che da Ruggiero che è rimasto nascosto in disparte. (5) È poi la volta di Angelica che arriva cantando (arioso: "Così langue") e destando l'interesse dello stralunato Orlando. Questi prima induce Alcina ad unirsi al canto (arioso: "Che dolce più"), poi all'improvviso afferra l'esterrefatta Angelica (aria: "Poveri affetti miei"). (6) Angelica fugge e Orlando la segue in preda alle allucinazioni. Sapientemente allora interrogata da Bradamante/Aldarico, Alcina si lascia sfuggire il segreto dell'invulnerabilità di Aronte (che è legata alla mazza di ferro che egli tiene in mano, annodata con una ferrea catena temprata dal re degli inferi, al fuoco dell'Averno, niente meno che con la bava di Cerbero) ed invita il falso cavaliere ad attenderla in una verde radura (aria Bradamante: "Io son ne' lacci tuoi"). (7) Partita anche la maga, Ruggiero, rimasto solo in preda ai timori per la sua Bradamante, viene raggiunto da Medoro, il quale lo accusa di incostanza. (8) Angelica, che sopraggiunge non vista, assiste in disparte allo scontro tra i due che va facendosi sempre più acceso, finché Ruggiero non strappa addirittura la spada dalle mani di Medoro. Angelica interviene allora offrendo il suo petto all'ira del paladino, che se ne va sdegnato contro i due amanti (aria: "Come l'onda"). (9) Rimasti soli, Medoro rivolge alla sua bella un canto d'amore e di timore insieme (aria: "Vorrebbe amando il cor"). (10) Partiti i due, rientra in scena Orlando, continuando a vaneggiare (aria: "Scendi nel Tartaro"), finché, scórta la statua di Merlino, la scambia per Angelica e, al fine di liberarla, affronta il guardiano Aronte, riesce ad infrangere la catena infernale, a disarmarlo della mazza che lo rende invulnerabile, e quindi ad ucciderlo (arioso: "Sorge il sangue"). Poi si avvicina alla statua che egli crede Angelica, l'abbraccia e vuol condurla via, ma con ciò rompe l'incantesimo e "resta l'isola deserta tutta balze e dirupi, con albero a cui in un trofeo sono appese le armi d'Orlando". Nella sorta di terremoto che ne consegue, Orlando è preso da grande stanchezza e, nonostante la confusione, si addormenta (recitativo accompagnato: Quanto fracasso!). (11) Quand'ecco apparire Alcina, sopraffatta dalla disperazione, che, scoperto Orlando addormentato, vorrebbe pugnalarlo come causa della sua rovina, ma viene fermata da Ruggiero e da Bradamante che le rivela la sua vera identità. (12) Sapraggiungono in fuga Angelica e Medoro, e Brandamante ferma la principessa del Catai e si scaglia contro di lei per aver ingannato Orlando ed averne quindi causato la follia. (13) Arriva infine Astolfo, accompagnato dai soldati di Logistilla uno dei quali reca in mano una face accesa, che altro non è se non "lo smarrito lume della mente d'Orlando", di cui lo stesso Astolfo è, per via soprannaturale, venuto in possesso. Il paladino viene risvegliato e, vista la face, riacquista il proprio senno. Alcina però non si arrende e minaccia ancora la vendetta dell'inferno contro chi l'ha tradita (recitativo accompagnato, "Oh ingiusti numi!", e aria, "Anderò, chiamerò dal profondo"). Orlando comunque perdona Angelica e benedice le sue nozze con Medoro, mentre Astolfo trae la morale della storia, dichiarando "saggio chi dal suo fallir, prudenza impara". L'opera si chiude con un coro finale ("Con mirti e con fiori")

## Numeri musicali
- Sinfonia

### Atto 1
- 1 Aria Un raggio di speme (Angelica)
- 2 Aria Alza in quegl'occhi (Alcina)
- 3 Aria Costanza tu m'insegni (Astolfo)
- 4 Aria Asconderò il mio sdegno (Bradamante)
- 5 Aria Nel profondo cieco mondo (Orlando)
- 6 Aria Tu sei degli occhi miei (Angelica)
- 7 Aria Troppo è fiero (Orlando)
- 8 Aria Rompo i ceppi e in lacci io torno (Medoro)
- 9 Aria Sol da te, mio dolce amore (Ruggiero)
- 10 Aria Amorose a' rai del sole (Alcina)

### Atto 2
- 11 Aria Vorresti amor da me? (Alcina)
- 12 Aria Benché nasconda (Astolfo)
- 13 Aria Taci, non ti lagnar (Bradamante)
- 14 Aria Sorge l'irato nembo (Orlando)
- 15 Aria Qual candido fiore (Medoro)
- 16 Aria Chiara al par di lucida stella (Angelica)
- 17 Aria Che bel morirti in sen (Ruggiero)
- 18 Aria Se cresce un torrente (Bradamante)
- Coro Al fragor de' corni audaci
- Coro Gran Madre Venere
- Coro Diva dell'Espero
- 19 Aria Così potessi anch'io (Alcina)
- 20 Arioso e Duetto Belle pianticelle - Sei mia fiamma (Angelica, Medoro)
- 21 Arioso Io ti getto elmo, ed usbergo (Orlando)
- 22 Arioso Ho cento vanni al tergo (Orlando)

### Atto 3
- 23 Aria Dove il valor combatte (Astolfo)
- 24 Aria L'arco vo' frangerti (Alcina)
- 25 Arioso Come purpureo fiore (Angelica)
- 26 Arioso Che dolce più, che più giocondo stato (Alcina, Angelica)
- 27 Aria Poveri affetti miei (Angelica)
- 28 Aria Io son ne' lacci tuoi (Bradamante)
- 29 Aria Non è felice un'alma (Alcina)
- 30 Aria Come l'onda con voragine orrenda (Ruggiero)
- 31 Aria Vorrebbe amando il cor (Medoro)
- 32 Arioso Scendi nel Tartaro (Orlando)
- 33 Arioso Anderò, chiamerò dal profondo (Alcina)
- Coro Con mirti e fiori

## Discografia
| Anno | Cast (Orlando, Angelica, Medoro, Alcina, Ruggiero, Bradamante, Astolfo)                                                             | Direttore               | Etichetta     |
| ---- | --- | ----------------------- | ------------- |
| 1977 | Marilyn Horne, Victoria de los Ángeles, Lajos Kozma, Lucia Valentini Terrani, Sesto Bruscantini, Carmen Gonzales, Nicola Zaccaria   | Claudio Scimone         | Erato         |
| 2003 | Ann Desler, Nicky Kennedy, Luca Dordolo, Marina De Liso, Thierry Grégoire, Lucia Sciannimanico, Martin Kronthaler                   | Federico Maria Sardelli | Amadeus       |
| 2004 | Marie-Nicole Lemieux, Verónica Cangemi, Blandine Staskiewicz, Jennifer Larmore, Philippe Jaroussky, Ann Hallenberg, Lorenzo Regazzo | Jean-Christophe Spinosi | Naïve Records |
| 2017 | Sonia Prina, Michela Antenucci, Konstantin Derri, Lucia Cirillo, Luigi Schifano, Loriana Castellano, Riccardo Novaro                | Diego Fasolis           | Dynamic       |

## Registrazioni video
| Anno | Cast (Orlando, Angelica, Medoro, Alcina, Ruggiero, Bradamante, Astolfo)                                                          | Complessi                                            | Direttore Regista                   | Etichetta     |
| ---- | --- | ---------------------------------------------------- | ----------------------------------- | ------------- |
| 1990 | Marilyn Horne, Susan Patterson, William Matteuzzi, Kathleen Kuhlmann, Jeffrey Gall, Sandra Walker, Kevin Langan                  | Orchestra e coro dell'Opera di San Francisco         | Randall Behr Pier Luigi Pizzi       | Arthaus       |
| 2011 | Marie-Nicole Lemieux, Verónica Cangemi, Romina Basso, Jennifer Larmore, Philippe Jaroussky, Kristina Hammarström, Christian Senn | Coro del Théâtre des Champs-Élysées/Ensemble Matheus | Jean-Christophe Spinosi Pierre Audi | Naïve Records |
| 2017 | Sonia Prina, Michela Antenucci, Konstantin Derri, Lucia Cirillo, Luigi Schifano, Loriana Castellano, Riccardo Novaro             | I Barocchisti                                        | Diego Fasolis Fabio Ceresa          | Dynamic       |